# Les Premiers, les Derniers
Les Premiers, les Derniers è un film del 2016 scritto e diretto da Bouli Lanners, che interpreta anche uno dei protagonisti.
Il film ha ottenuto otto candidature in occasione dei premi Magritte del 2017, vincendo cinque riconoscimenti, tra cui miglior film e miglior regista per Lanners.

## Produzione
Le riprese del film sono state effettuate tra il Belgio e la Francia in location situate all'interno del dipartimento dell'Eure-et-Loir, compreso il luogo natale di Lanners in provincia di Liegi.

## Distribuzione
Il film è stato presentato in anteprima al Festival di Berlino 2016 nella sezione Panorama, ottenendo il premio della giuria ecumenica.
Wild Bunch ha distribuito il film nelle sale cinematografiche francesi a partire dal 27 gennaio 2016. In Belgio, il film è stato distribuito a partire dal 24 febbraio dello stesso anno.

## Riconoscimenti
- 2016 – Festival internazionale del cinema di Berlino
  - Premio della giuria ecumenica
  - Premio del cinema europeo
- 2016 – Festival du film de Cabourg
  - Miglior regista a Bouli Lanners
  - Candidatura come miglior film
- 2017 – Premi Magritte[1]
  - Miglior film
  - Miglior regista a Bouli Lanners
  - Migliore attore non protagonista a David Murgia
  - Migliore scenografia a Paul Rouschop
  - Migliori costumi ad Élise Ancion
  - Candidatura come miglior sceneggiatura a Bouli Lanners
  - Candidatura come miglior attore a Bouli Lanners
  - Candidatura come migliore fotografia a Jean-Paul De Zaeytijd
- 2017 – Premi Lumière[2]
  - Candidatura come miglior film francofono